# Monte Cervati
Der Monte Cervati ist die höchste Erhebung im Nationalpark Cilento und Vallo di Diano in der Provinz Salerno. 

## Geographie
Der Berg liegt im Zentrum des Nationalparks. Im Osten bildet das Vallo di Diano seine Grenze, im Westen das Tal des Alento.

## Erreichbarkeit
Auf den Monte Cervati führt ein Fußweg, der an der Straße zwischen den beiden Ortschaften Sanza und Rofrano beginnt. Des Weiteren gibt es Wanderwege ausgehend von nördlich gelegenen Ortschaften Piaggine und Laurino.
Auf dem Gipfel befindet sich die Wallfahrtskirche Madonna della Neve. 